# ミスターTK
ミスターTK（1978年4月9日 - ）は、マジシャン&ファイナンシャルプランナーとして活動する日本のエンターテイナー。本名：高橋 和也（たかはし かずや）、神奈川県相模原市出身。防犯エンターテイメント集団「GIFT」の代表を務めている。

## 来歴
相模原市立上溝小学校、相模原市立上溝中学校、私立東海大学付属相模高等学校、東海大学を卒業した。
大学卒業後は、自動車営業マンとして社会人をスタートした。営業成績がなかなか上がらないなか、当時の上司から「営業マンは個性を持て」という言葉をもらったことから、マジックを学び始める。マジシャンとして活動を始めた2000年から、地域のボランティアとして、老人ホームや幼稚園・保育園などでマジックショーを20年以上継続する。
2012年からは、相模原警察署からの依頼で「防犯エンターテイメント集団GIFT」を結成し、振り込め詐欺の被害防止を目的としたマジックショー＆セミナーを定期的に開催している。
その活動が評価され、2012年は相模原市防犯功労賞・2013年は関東管区警察局長特別功労賞・2015年は神奈川県知事表彰「犯罪のない安全・安心まちづくり奨励賞」などを受賞した。マスメディアにも複数取り上げられる。代表を務める防犯エンターテインメント集団GIFTは、相模原市が展開する「さがみはらSDGsパートナー」にも登録されている。
元ダンスインストラクターの経験もあり、ダンスの活動もおこなっている。ムーンウォーク世界大会では4度の入賞歴がある。2015 - 2017年には同大会の「おもしろ部門」において三連覇を果たしている。
もう一つの顔である、ファイナンシャルプランナーとしては、「マジックができる保険営業マン」と話題になり、MDRT会員へ入会を果たしている。
2023年には相模原市議会議員選挙に中央区の選挙区から立候補したが、1725票（最下位から3番目、最低得票当選者とは1573票差）で落選した。

## マジックのスタイル
営業職で培ってきたコミカルなトークで会場を温め、来場者もショーに巻き込む一体型のマジックで子どもから大人まで楽しませている。マジックによっては来場者にステージに上がってもらい、ショーをより身近に感じてもらえるような工夫が施されている。
ショーには物語性や笑いの要素を取り入れている。マジシャンとしての活動は20年以上におよび、カードマジックやステージマジックなどを持ち芸としている。ダンスインストラクターの経験もあり、そのときに覚えた音楽の編集スキルもショーに取り入れている。
近年は「振り込め詐欺被害防止マジック」を中心に活動。主に地域の高齢者の方々へマジックを通じて振り込め詐欺がどういったものなのか・どのようにすれば被害を防止できるのかを中心に啓発している。
振り込め詐欺被害防止マジックは、元々、相模原警察署からの「お年寄りが詐欺被害に遭わないように啓発活動をやってもらえないか」という提案からスタートした。提案を受けた2010年代は、さまざまな詐欺が増えていたことから、相模原警察署としても施策を検討していたという。
過去には、ミスターTKの実家にも「俺だよ俺」というような「オレオレ詐欺」の電話がかかってきたこともある。詐欺が身近にあることを痛感し、振り込め詐欺が1件でも多く減ればという思いからスタートさせた。2020年以降は、高齢者向けのマジックや啓発活動だけでなく、若者が詐欺に加担しないようにするための活動にも力を入れている。

## 受賞・表彰
- 相模原市防犯功労賞（2012年）
- 神奈川県警本部長褒賞（2013年）
- 関東管区警察局長特別功労賞（2013年）
- 関東防犯協会連絡協議会特別功労賞（2013年）
- 神奈川県知事表彰「犯罪のない安全・安心まちづくり奨励賞」（2015年）
- 第3 - 5回ムーンウォーク世界大会「おもしろ部門」優勝（2015 - 2017年）
- 相模原市防犯功労表彰（2023年）